# Балданова, Екатерина Владимировна
Екатерина Владимировна Балданова (24 июля 1994, д. Кайвакса, Тихвинский район, Ленинградская область, Россия) — российская женщина-борец вольного стиля, призёр чемпионата России, мастер спорта России (2012). 

## Карьера
Чемпионка России среди кадетов 2011 год. Чемпионка России среди юниоров 2013 год. Бронзовый призёр чемпионата России среди студентов.Многократная чемпионка международных турниров (Болгария,Норвегия,Германия,Швеция) а также многократная призёрка международных турниров. Победительница чемпионата России среди студентов. Бронзовый призёр турнира имени А.Медведя в Минске.В августе 2011 года в венгерском Зомбателе на чемпионате мира среди юниоров заняла 3 место. В июне 2017 года на чемпионате России в Каспийске завоевала бронзовую медаль.

## Спортивные результаты
- Чемпионат мира среди юниоров 2011 —
- Чемпионат России по женской борьбе 2017 — ;